# 박스오피스 봄
박스오피스 봄(box office bomb)은 영화 산업에서 사용되는 용어로, 흥행 성적이 매우 좋지 못한 영화를 말한다.